# 臺灣個人資料保護與管理制度
臺灣個人資料保護與管理制度（英語：Taiwan Personal Information Protection and Administration System, 簡稱TPIPAS），是資策會科技法律研究所在經濟部計畫支應下所建立之針對個人資料之管理制度。此一管理制度旨在提供一套系統化的標準，如事業的個人資料保護與管理制度符合該標準之規定，即可向該制度之授證機構提出驗證申請，如驗證通過，即可獲得「資料隱私保護標章」（DP Mark）。